# راه‌آهن تالین–ناروا
راه‌آهن تالین–ناروا (انگلیسی: Tallinn–Narva railway) قدیمی‌ترین خط راه‌آهن در کشور استونی که در سال ۱۸۷۰ ساخته شده است.
این خط که ۲۱۱ کیلومتر طول دارد از ایستگاه راه‌آهن بالتی یام در تالین شروع و در ایستگاه راه‌آهن ناروا در ناروا به پایان میرسد. راه‌آهن تالین–ناروا که در شهر ناروا به خط راه‌آهن روسیه متصل میشود نقش اصلی در عبور قطارهای باری روسیه به بندرهای تالین و اطراف آن همچون لنگرگاه موگا را دارد.

## نگارخانه

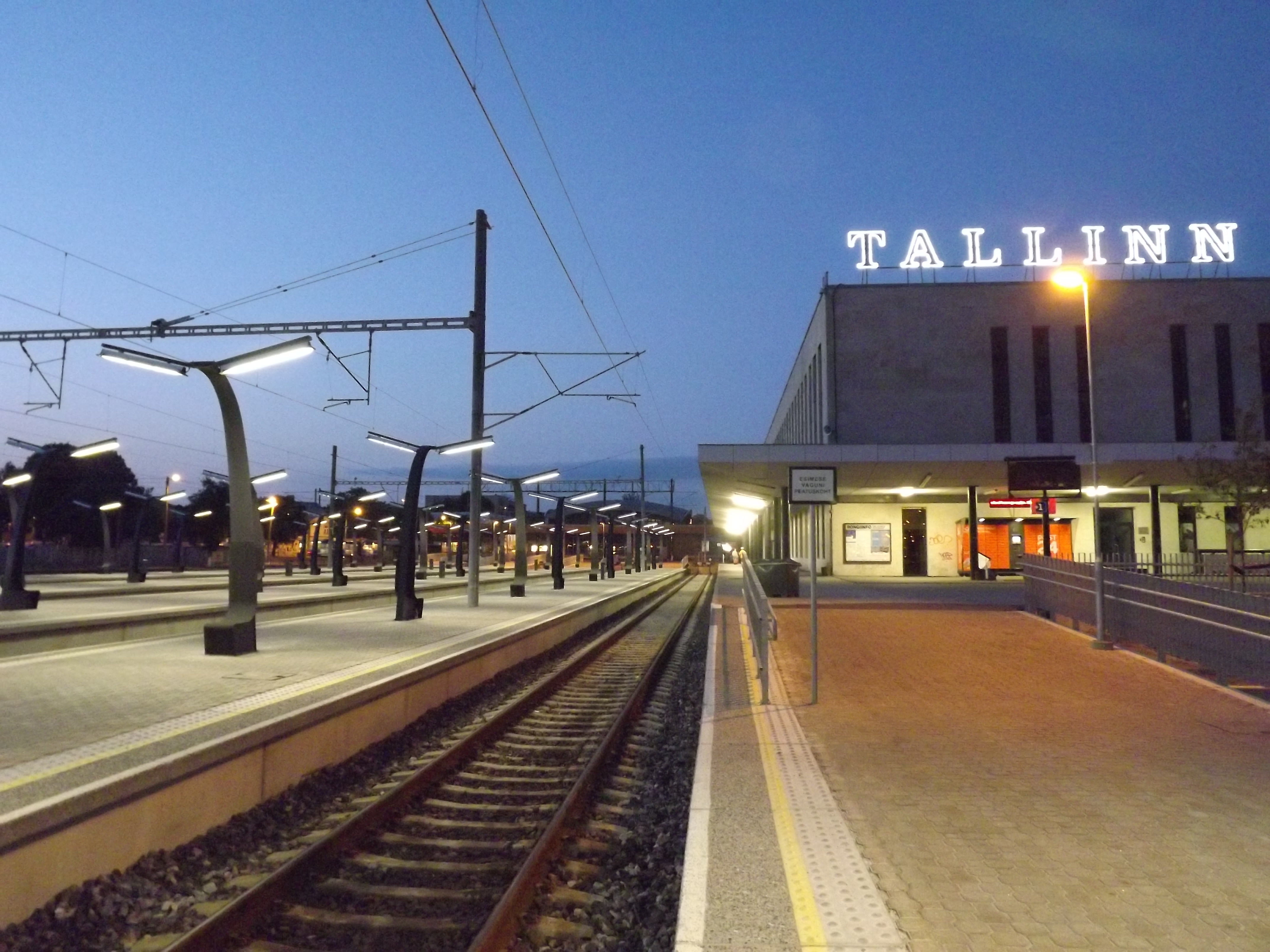
ایستگاه راه‌آهن بالتی یام
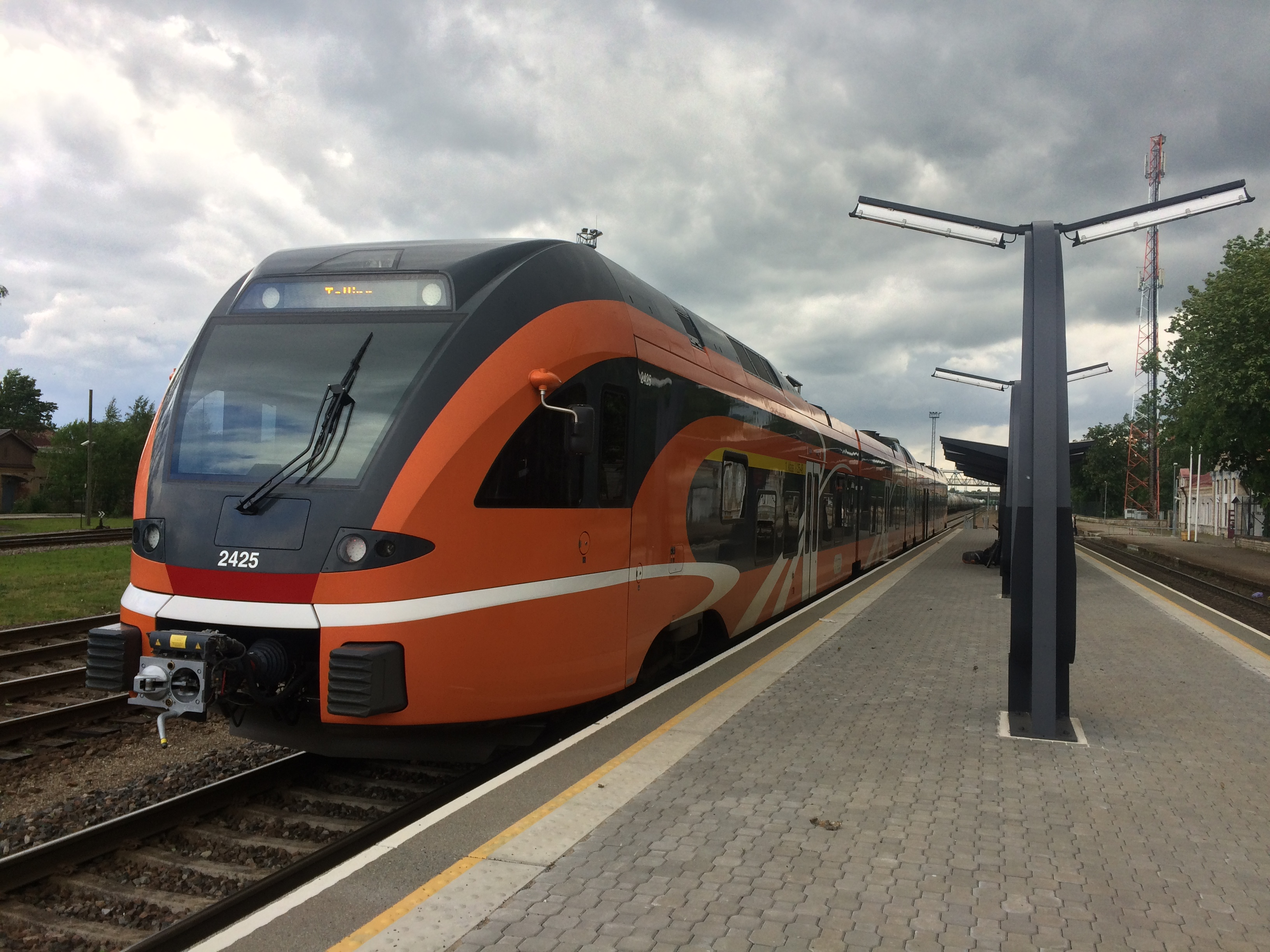
ایستگاه راه‌آهن ناروا
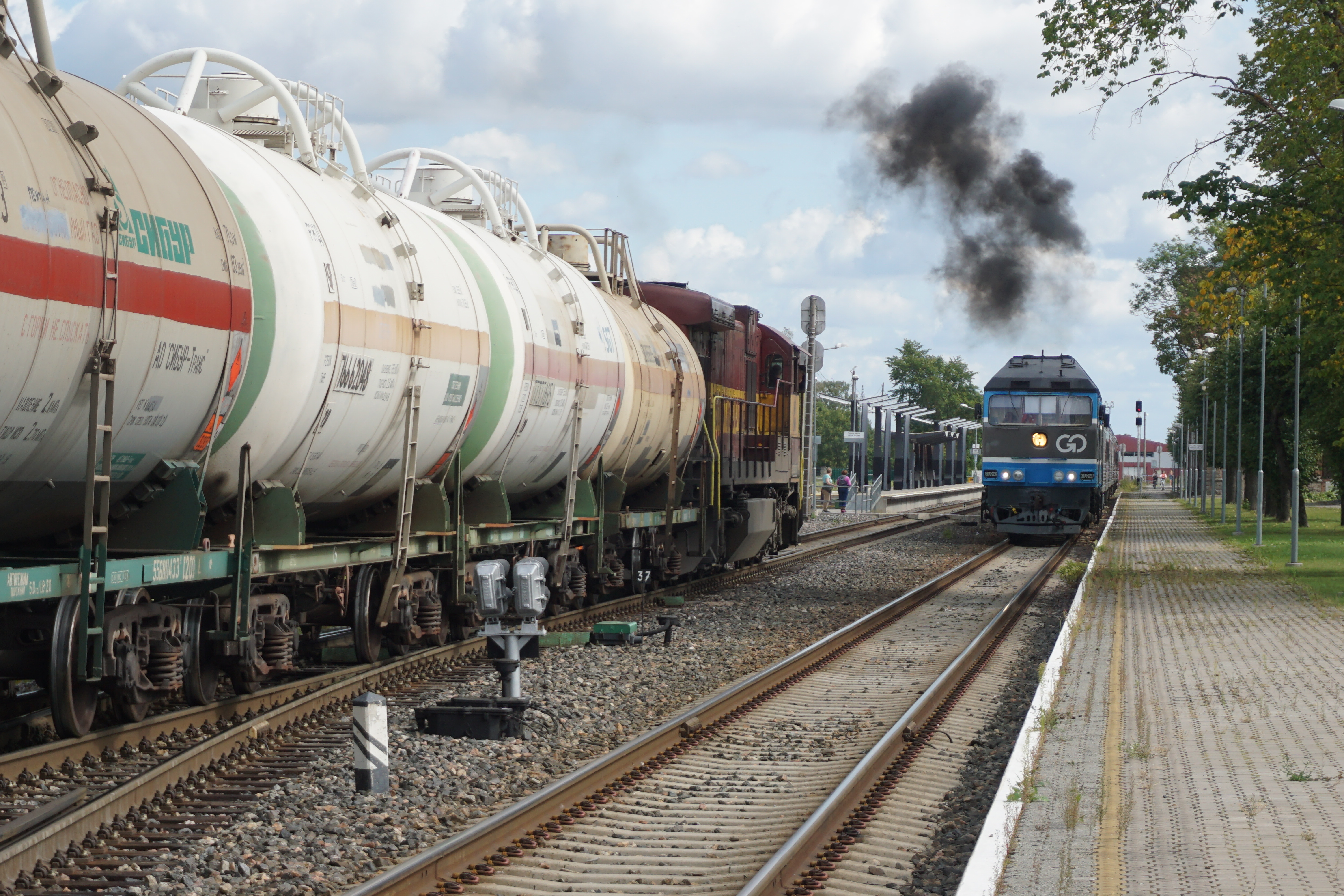
ایستگاه راه‌آهن تاپا
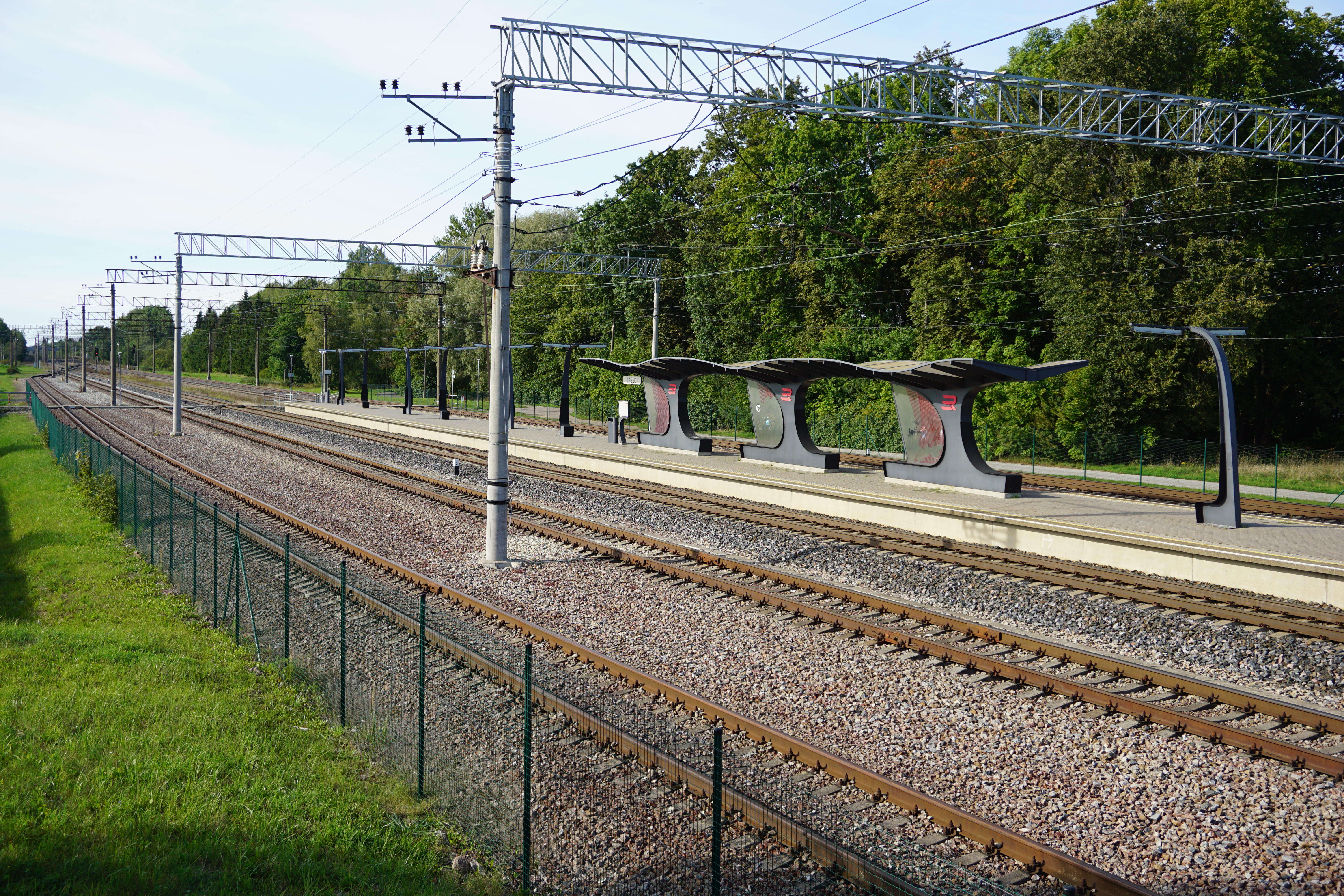